# Protaetia himalayana
Protaetia himalayana är en skalbaggsart som beskrevs av Miksic 1987. Protaetia himalayana ingår i släktet Protaetia och familjen Cetoniidae. Inga underarter finns listade i Catalogue of Life.